# 睦岗街道
睦岗街道，是中华人民共和国广东省肇庆市端州区下辖的一个街道办事处，2010年10月13日由原睦岗镇撤镇设街。
2013年4月28日，肇庆市人民政府批复同意调整端州区街道行政管辖范围，将睦岗街道下瑶、沙街、出头3个社区划归城西街道管辖。

## 地名由来
睦岗街道因树木茂盛，取“木”字谐音“睦”，因而得名。

## 历史沿革
明永乐年间（1403~1424年），睦岗街道境域属桂林都桂林圩。
民国二十九年（1940年），属西屯乡。
民国三十二年（1943年），西屯乡与小湘乡合并为桂湘乡。
1950年，桂湘乡与北桂乡合并为二桂乡，划归高要县。
1958年9月，二桂乡与双东乡（现黄岗街道范围）合并为肇庆市郊区公社。
1974年1月，肇庆市郊区公社撤消分为睦岗和下黄岗2公社。
1983年8月，睦岗公社改为肇庆市睦岗区。
1987年，改为睦岗镇。
2010年10月，改为端州区睦岗街道。

## 行政区划
睦岗街道下辖以下地区：
桂林街社区、龙塘社区、站北路社区、站北西路社区、矶东社区、蕉园村、三村、睦岗村、大洲村、棠下村、大龙村和兰龙村。